# Lesia Tsurenko
Lesia Viktorivna Tsurenko (nascida em 30 de maio de 1989) é uma tenista profissional ucraniana. Tsurenko ganhou quatro títulos de simples no WTA Tour, bem como dez torneios de simples e oito de duplas no Circuito Feminino da ITF. Em 18 de fevereiro de 2019, ela alcançou sua melhor classificação de simples no 23º lugar mundial. Em 28 de maio de 2018, ela alcançou a posição 115 no ranking de duplas WTA.

## Destaques da carreira

### 2007-12
Tsurenko estreou em 2007 no Circuito ITF. Em 2008 ganhou dois títulos de simples e três de duplas no Circuito ITF.
Em 2009 jogou sua primeira chave principal em um torneio da WTA em Tashkent perdendo na primeira rodada, no entanto, nesse mesmo ano obteve três títulos de duplas no Circuito ITF.
Em 2010, em torneios da WTA, Tsurenko chegou à segunda rodada uma vez, caiu na primeira rodada duas vezes e nas classificatórias oito vezes incluindo Roland Garros, Wimbledon e US Open. No  Circuito ITF, venceu um título de simples e dois de duplas.
Em 2011, Tsurenko chegou à segunda rodada três vezes (incluindo o Australian Open), caiu na primeira rodada quatro vezes (incluindo Wimbledon) e nas qualificatórias oito vezes incluindo dois outros torneios Major; pela ITF venceu três títulos de simples.
2012, foi um ano produtivo para Tsurenko, ela chegou às quartas de final em Memphis, chegou à segunda rodada cinco vezes (incluindo o Australian Open), caiu na primeira rodada seis vezes (incluindo três Majors) e nas qualificatórias nove vezes. Com esses resultados, ela estreou entre as Top 100 em 28 de maio, passando da 105ª para 94ª posição.

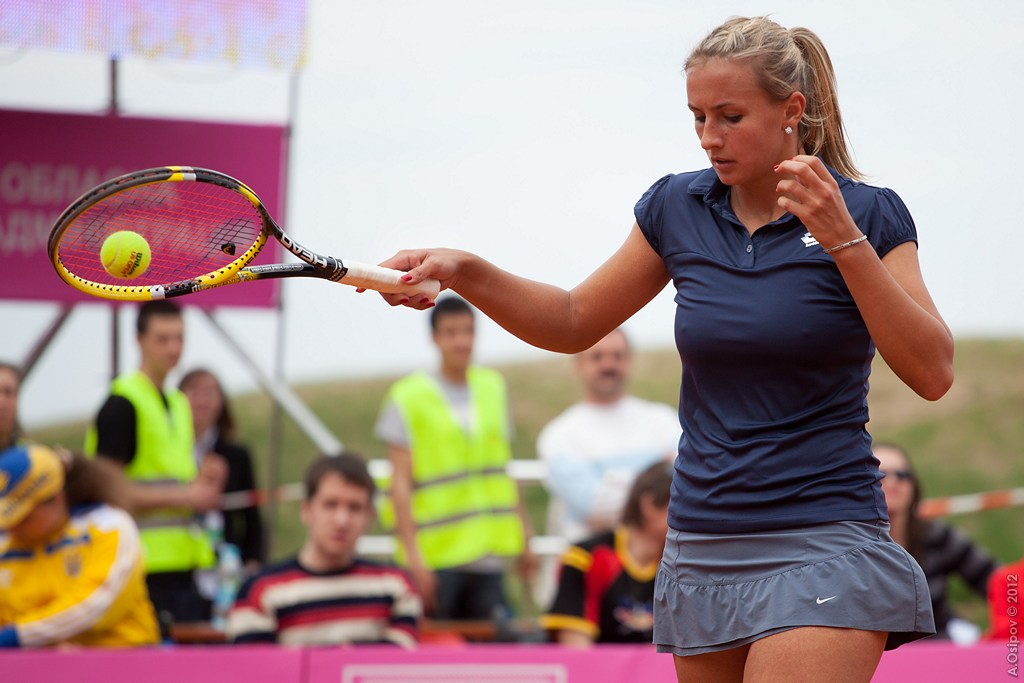
Tsurenko em 2012.

### 2013

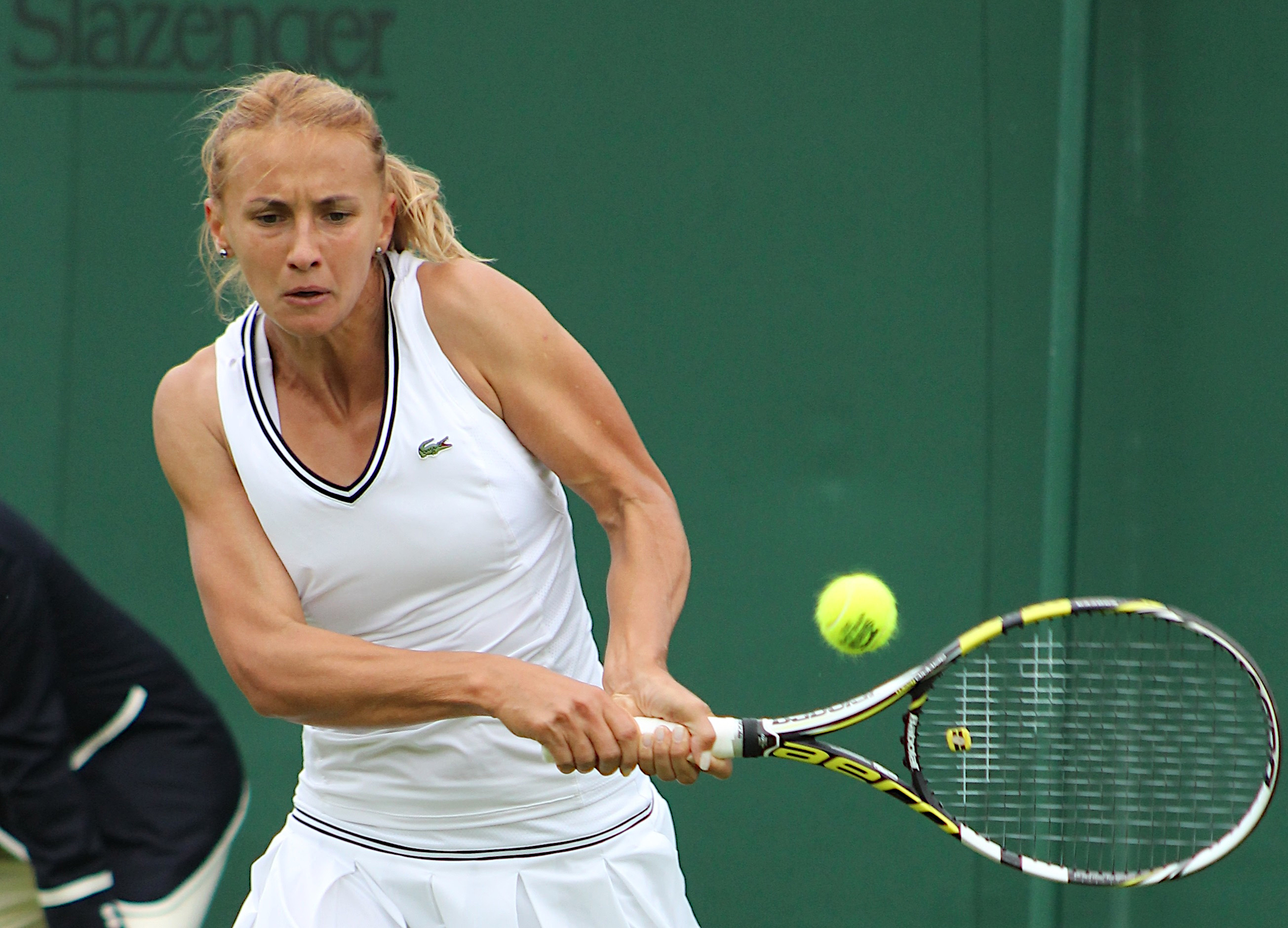
Tsurenko em 2013.

Em 2013, Tsurenko chegou às semifinais do torneio WTA Premier Brisbane International, após entrar na chave como uma "lucky loser" substituindo Maria Sharapova; ela derrotou Jarmila Gajdošová e Daniela Hantuchová antes de perder em três sets para Anastasia Pavlyuchenkova depois de ter vencido o primeiro.
Tendo se classificado para a chave principal do Australian Open, voltou a enfrentar Pavlyuchenkova, 24ª cabeça-de-chave. Desta vez, Tsurenko venceu em três sets. Ela então venceu a também vinda da qualificatória Daria Gavrilova na segunda rodada, mas perdeu para Caroline Wozniacki na terceira em dois sets diretos. Tsurenko continuou em boa forma nas quadras duras da América do Norte, ao chegar à terceira rodada no Indian Wells Open depois de passar por Nina Bratchikova na qualificatória; ela derrotou Ayumi Morita e Yaroslava Shvedova antes de cair para Petra Kvitová.
Ela alcançou uma nova classificação alta na carreira a de Nº 60 do mundo, tendo terminado o ano na posição de Nº 70.

### 2014

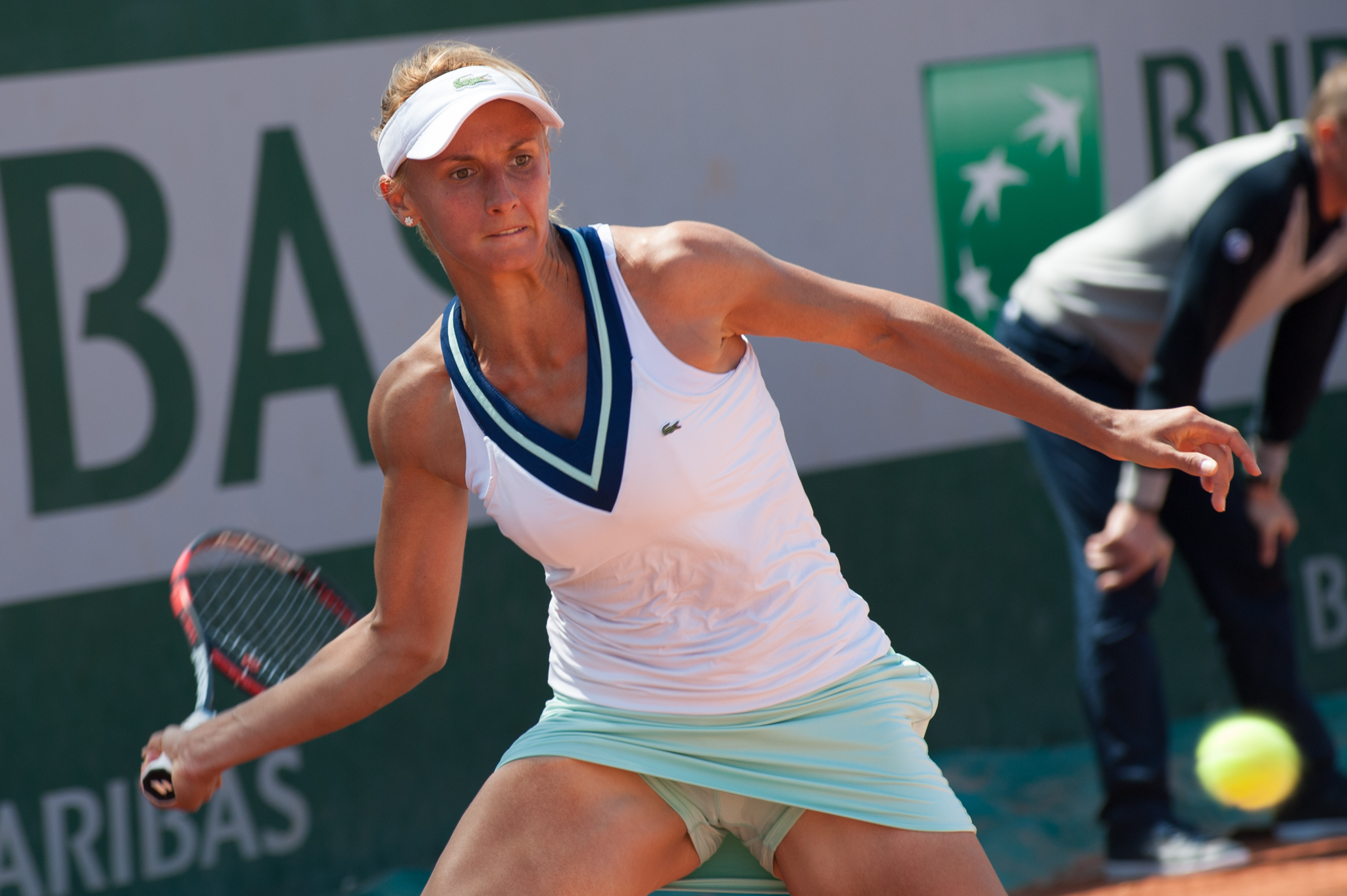
Tsurenko em 2014.

Com um início ruim e depois de quase cair do top 200 do mundo antes de Wimbledon em 2014, Tsurenko experimentou um renascimento no meio da carreira. Depois de se classificar para Wimbledon, ela derrotou Dinah Pfizenmaier para marcar um encontro na segunda rodada com Simona Halep; Tsurenko levou a cebeça-de-chave No 2 à três sets antes de perder uma possível chegada à terceira rodada. Ela, no entanto, chegou à sua primeira final no Circuito ITF em quase dois anos, perdendo a final do Vancouver Open para Jarmila Wolfe, em três sets sendo o último no "tiebreak". Ela também chegou às semifinais do Tashkent Open antes de perder para a eventual campeã Karin Knapp. Sua campanha no final da temporada garantiu que ela terminasse entre as 100 primeiras pelo segundo ano consecutivo na posição Nº 96 no final do ano.

### 2015

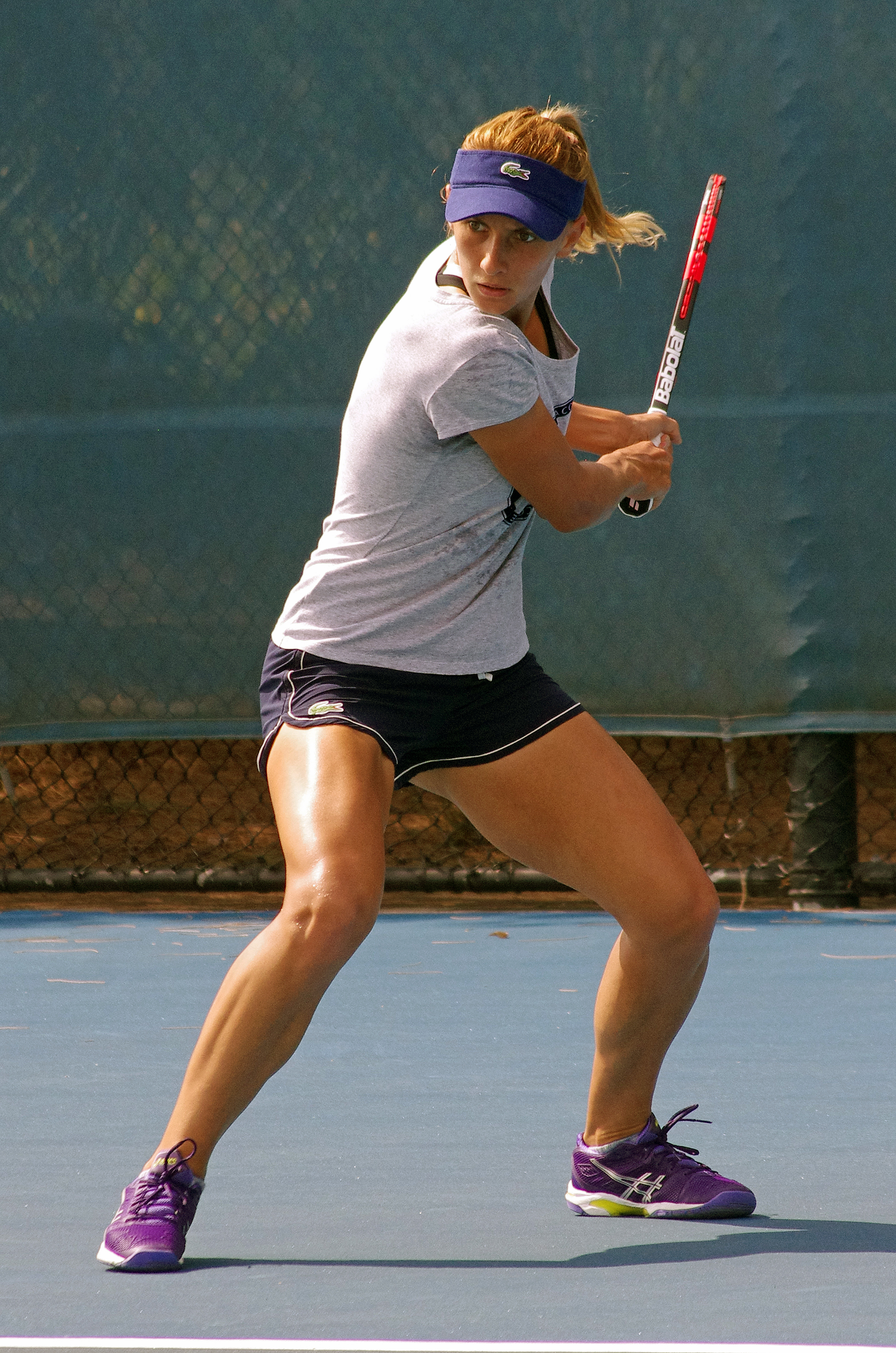
Tsurenko em 2015.

Em 2015, Tsurenko chegou às quartas de final do Indian Wells Open, novamente vinda qualificatória, derrotando Annika Beck, Andrea Petkovic, Alizé Cornet e Eugenie Bouchard antes de se retirar contra Jelena Janković nas quartas de final devido a uma lesão no tornozelo que sofreu ao derrotar Bouchard. Depois de chegar novamente à segunda rodada de Wimbledon e perder para Irina-Camelia Begu em três sets equilibrados, Tsurenko conquistou seu primeiro título de simples WTA em Istambul, derrotando Urszula Radwańska na final. Como resultado, ela alcançou o 47º lugar no ranking mundial, o mais alto de sua carreira até então.
Ela se classificou para o Canadian Open em Toronto ao derrotar Nicole Gibbs e Lara Arruabarrena, e então derrotou Yanina Wickmayer, a finalista de Wimbledon Garbiñe Muguruza e Carina Witthöft, antes de sucumbir a Sara Errani nas quartas de final por um duplo 6-4. Sua boa forma continuou no Connecticut Open. Como uma "lucky-loser", substituindo Simona Halep, ela derrotou a quinta cabeça-de-chave Karolína Plíšková em dois sets nas quartas de final. Nas semifinais, ela acabou perdendo para a finalista do Aberto da França, Lucie Šafářová que também chegou à final nesse torneio, em dois sets, sendo o segundo muito apertado (6-2, 7-6). Tsurenko se vingou uma semana depois no US Open, derrotando a sexta cabeça-de-chave Šafářová na primeira rodada por 6-4, 6-1. No entanto, ela perdeu para Varvara Lepchenko na segunda, por 7/6 (7), 6/2. Esse desempenho permitiu a ela alcançar o 33º lugar no ranking mundial, no final do ano.

### 2016

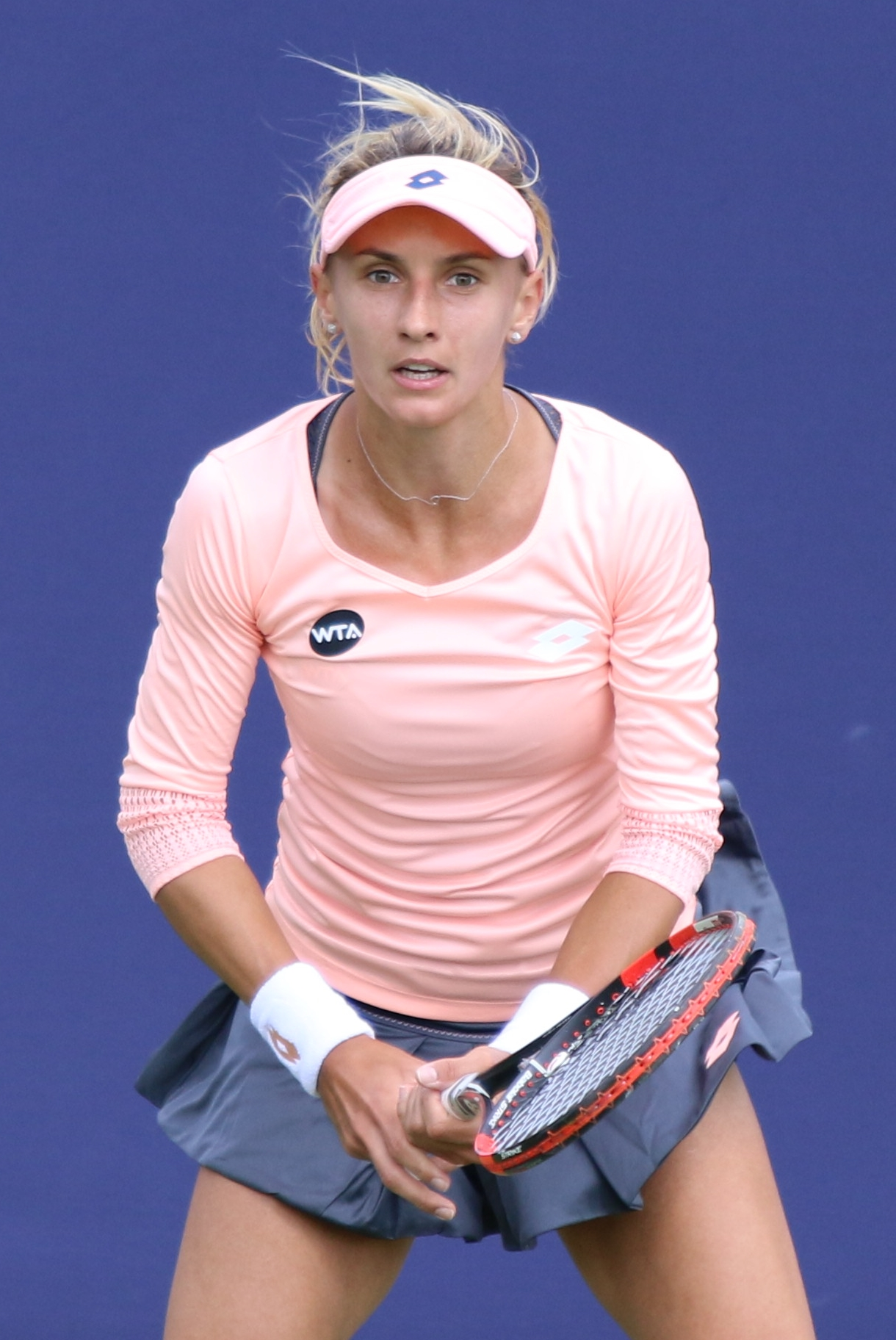
Tsurenko em 2016.

Depois de um início fraco na primeira metade do ano, Tsurenko fez sua primeira quarta rodada em torneio Major no US Open, após vencer Irina-Camelia Begu e Dominika Cibulková, antes de perder para a finalista Roberta Vinci. Duas semanas depois, ela conquistou seu segundo título de simples do WTA Tour em Guangzhou, derrotando Jelena Janković na final em três sets.

### 2017

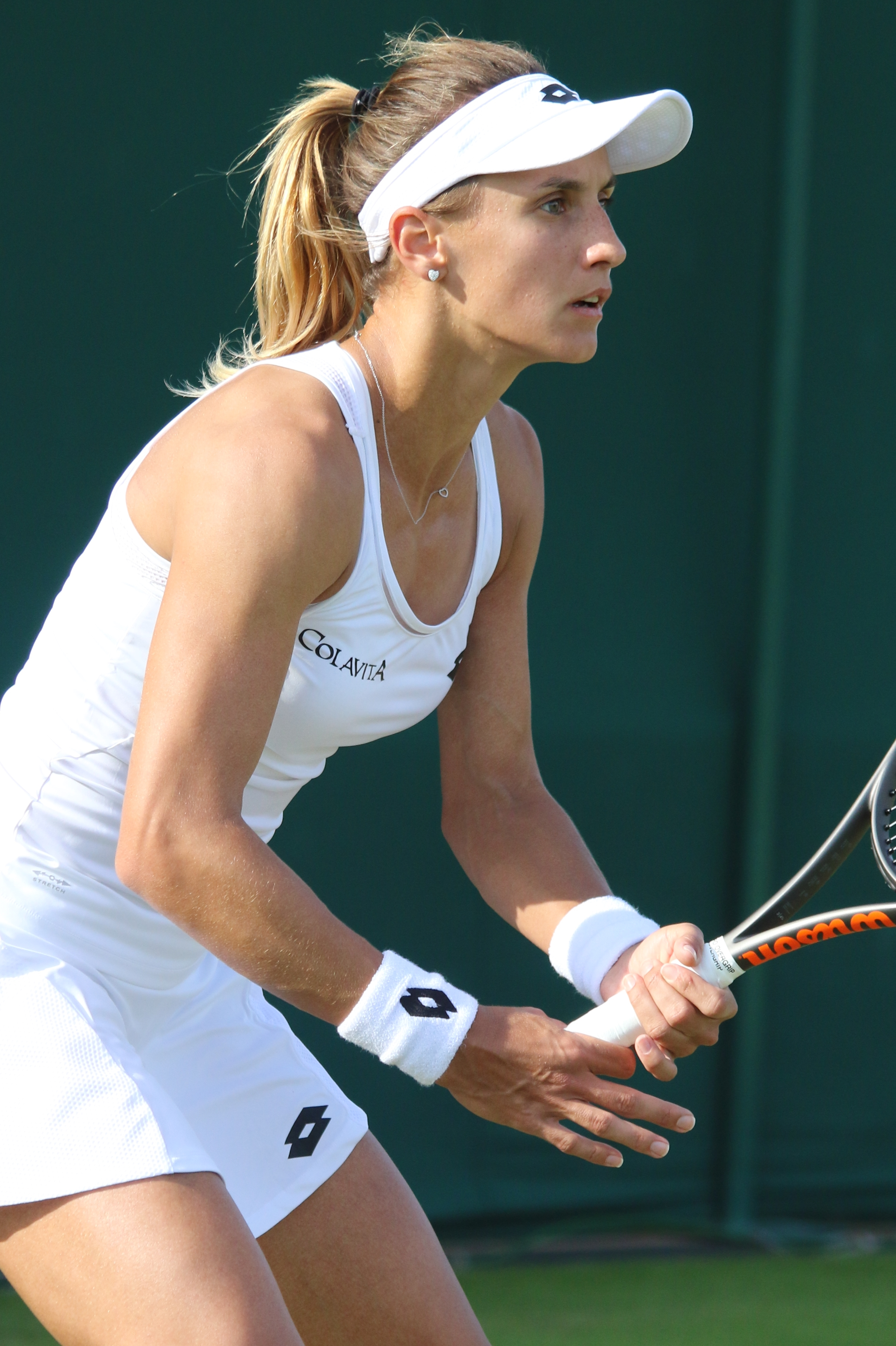
Tsurenko em 2017.

Tsurenko conquistou seu terceiro título de simples WTA em Acapulco, derrotando Kristina Mladenovic na final em dois sets diretos. Depois de Wimbledon, ela alcançou um novo melhor ranking na carreira, a 29ª posição.

### 2018

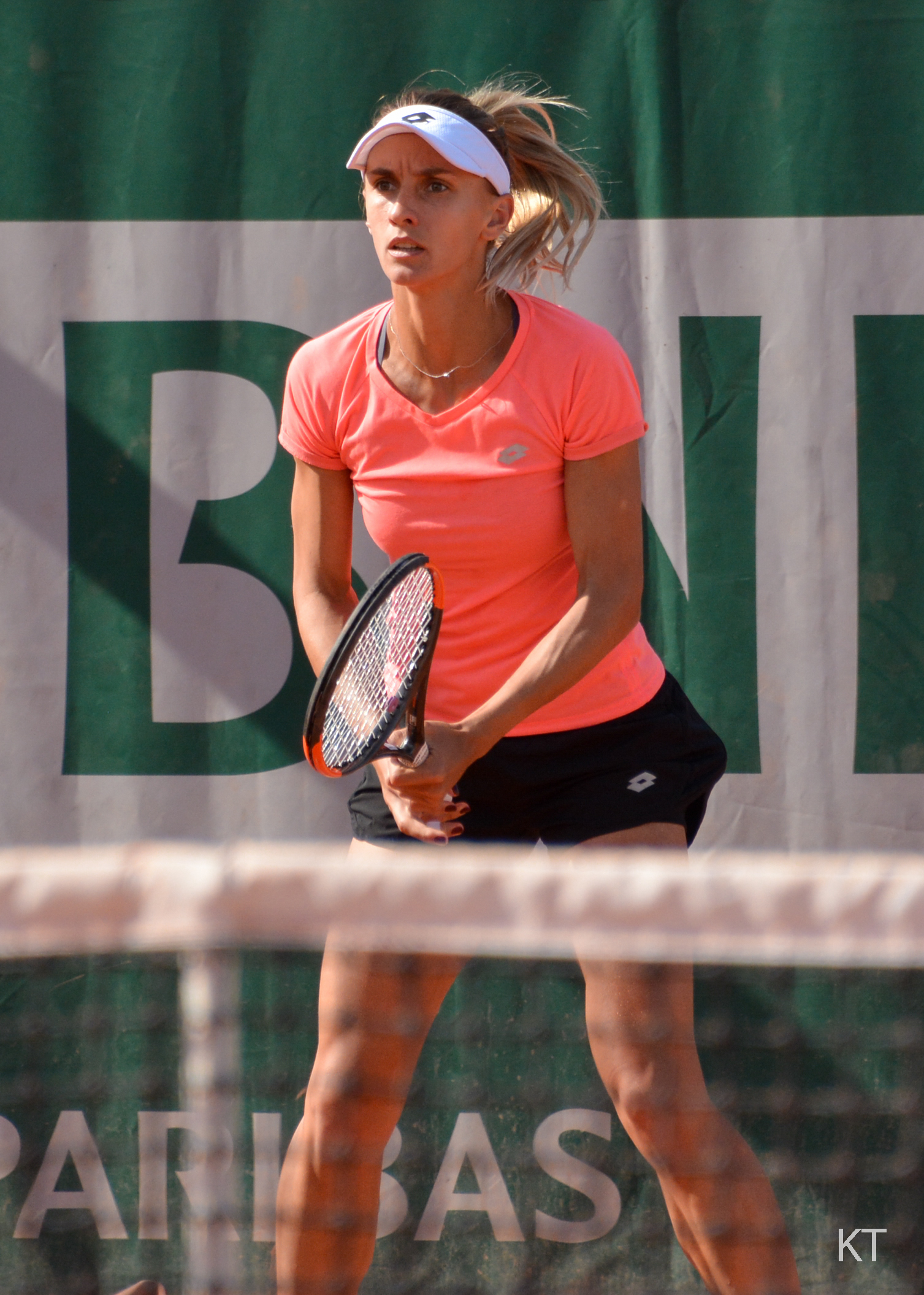
Tsurenko em 2018.

Ela defendeu seu título em Acapulco com seu quarto título de simples ao derrotar Stefanie Vögele na final, um jogo duro em três sets. Em Cincinnati, ela fez sua primeira aparição em quartas de final de um torneio Premier Mandatory em três anos, depois de derrotar Danielle Collins, Garbiñe Muguruza e Ekaterina Makarova no caminho, antes de perder para Simona Halep. No US Open, ela alcançou sua primeira quartas de final em um Grand Slam nas depois de derrotar Alison Van Uytvanck, Caroline Wozniacki, Kateřina Siniaková e Markéta Vondroušová, antes de perder para a eventual campeã Naomi Osaka. Tsurenko estabeleceu assim um novo recorde na carreira de 26 em simples e chagando na posição 27 no final do ano.

### 2019

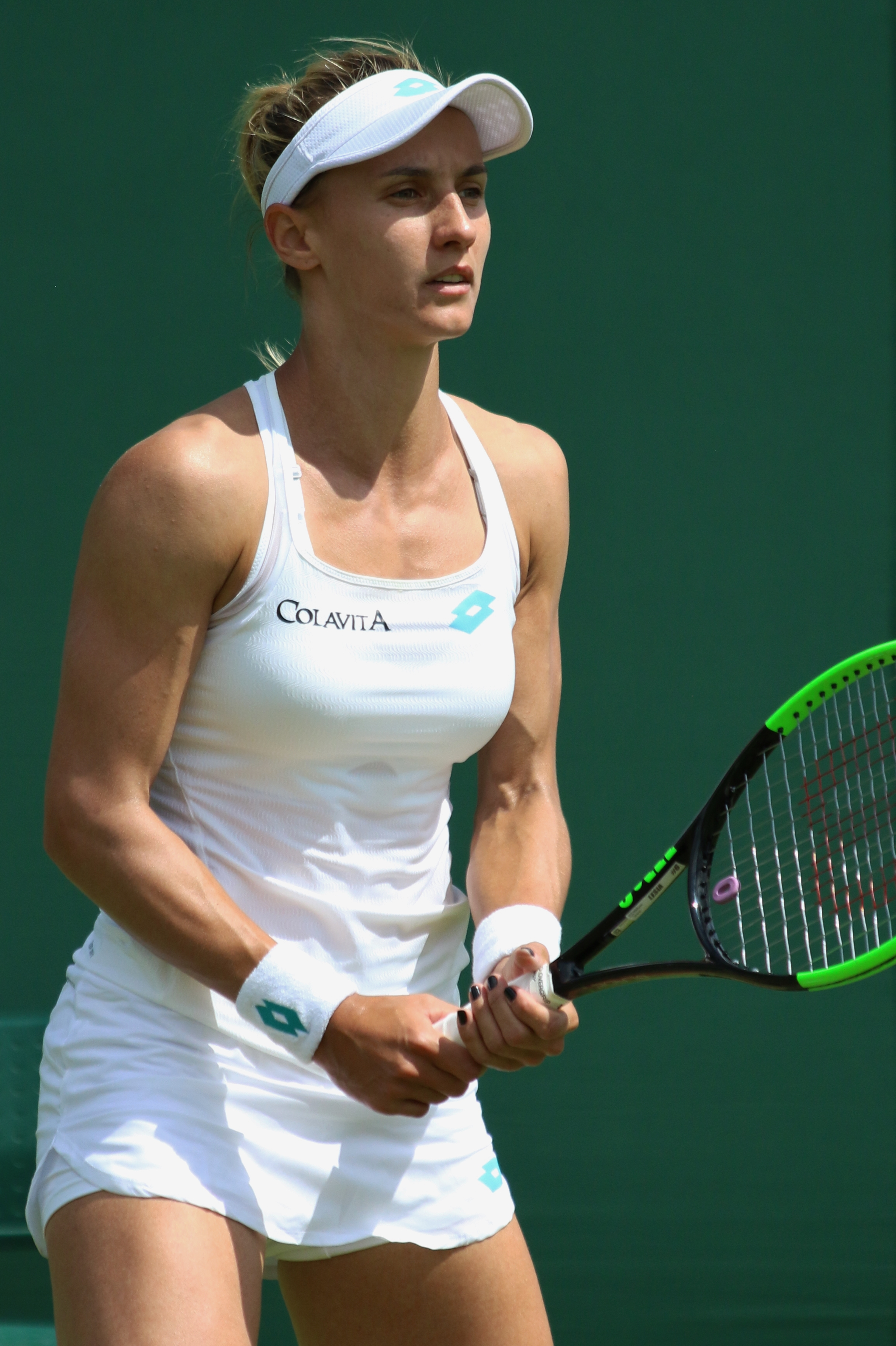
Tsurenko em 2019.

Começando seu ano de 2019 no Brisbane International, ela chegou à final com vitórias sobre Mihaela Buzărnescu, a jogadora "wild card" australiana Kimberly Birrell [en], Anett Kontaveit e a segunda cabeça-de-chave Naomi Osaka. Ela perdeu na partida do campeonato para a quinta cabeça-de-chave Karolína Plíšková. Como 24ª cabeça-de-chave no Australian Open, Tsurenko foi derrotado na segunda rodada por Amanda Anisimova.
Em fevereiro, no Qatar Ladies Open, ela perdeu na segunda rodada para a cabeça-de-chave e eventual finalista Simona Halep. Em Dubai, ela foi derrotada na terceira rodada pela terceira cabeça-de-chave Simona Halep. Como 24ª cabeça-de-chave no Indian Wells Open, Tsurenko chegou à terceira rodada, onde perdeu para a nona cabeça-de-chave Aryna Sabalenka.
Tsurenko começou sua temporada em quadra de saibro no Porsche Tennis Grand Prix na Alemanha. Ela foi derrotada na primeira rodada pela "wild card" alemã Laura Siegemund. No Madrid Open, Tsurenko perdeu na primeira rodada para a quarta cabeça-de-chave Angelique Kerber. Jogando no Aberto da Itália, foi derrotada na primeira rodada por Yulia Putintseva. Como 27ª cabeça-de-chave no Aberto da França, Tsurenko chegou à terceira rodada, na qual perdeu para a terceira cabeça-de-chave e atual campeã Simona Halep.

### 2020-21

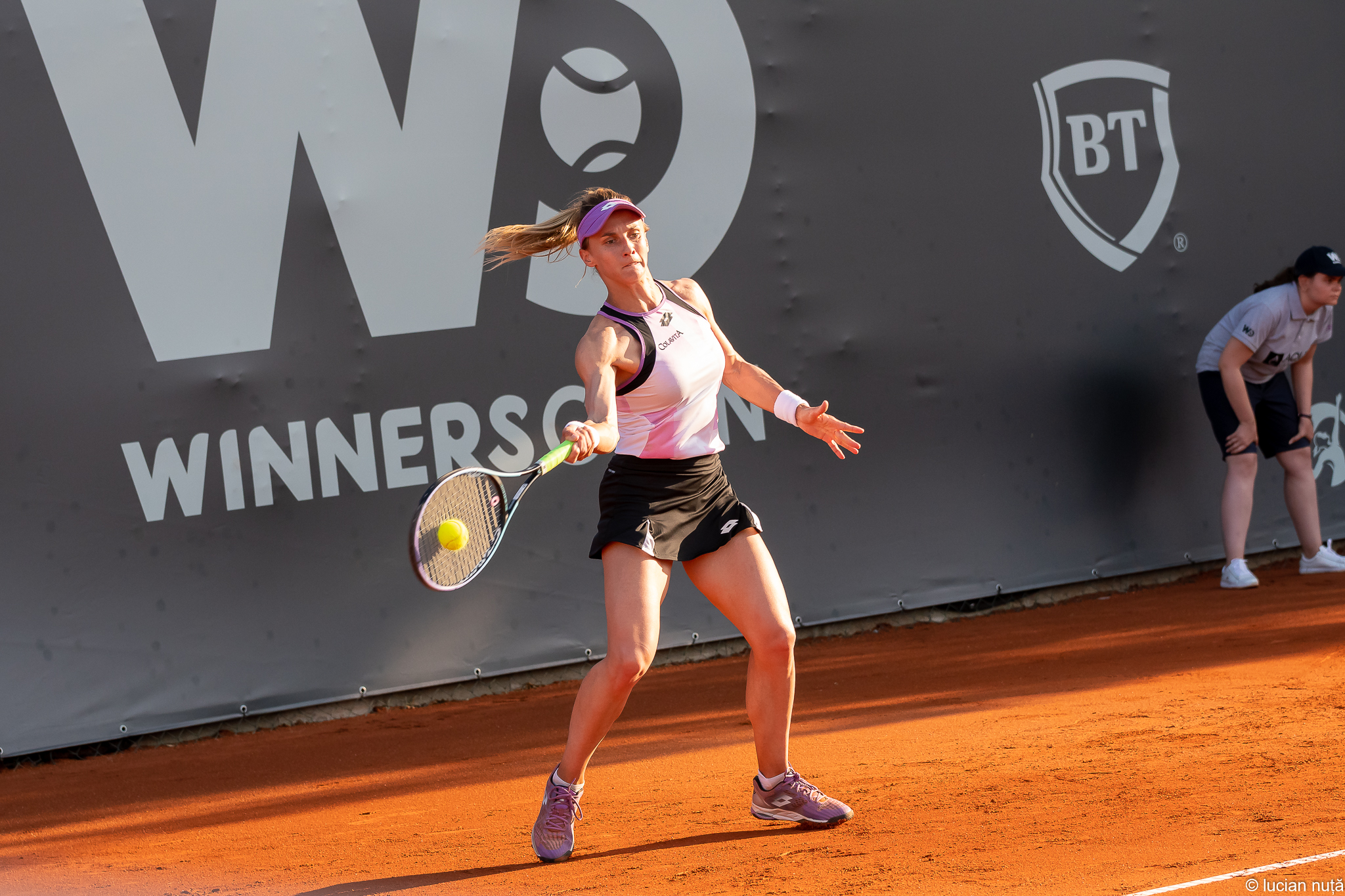
Tsurenko em 2021.

Tsurenko deu início à temporada de 2020 no Shenzhen Open, onde perdeu na primeira rodada para a terceira cabeça-de-chave Elise Mertens. No Australian Open, Tsurenko foi derrotada na primeira rodada pela cabeça-de-chave Ashleigh Barty.
Como quarta cabeça-de-chave na primeira edição do Zed Tennis Open [en], um torneio da ITF no Egito, Tsurenko chegou à final, onde perdeu para a terceira cabeça de chave Irina-Camelia Begu. No Qatar Open, ela foi derrotada na primeira rodada da qualificatória por Greet Minnen [en]. Jogando no Indian Wells Challenger, Tsurenko chegou às semifinais, mas perdeu para Irina-Camelia Begu, que acabaria ganhando o título. Nenhum torneio foi disputado de abril a julho de 2020 devido à pandemia de COVID-19.
Quando os torneios retornaram em agosto, Tsurenko competiu no Aberto de Praga de 2020. Passando pela qualificatória, ela derrotou a quinta cabeça-de-chave Ekaterina Alexandrova na primeira rodada. Ela então desistiu de sua partida da segunda rodada contra Ana Bogdan.
Tsurenko começou a temporada de 2021 na primeira edição do Gippsland Trophy, onde perdeu na primeira rodada para Aliaksandra Sasnovich. No Australian Open de 2021, ela caiu na rodada final da qualificatória para Liudmila Samsonova. Jogando na primeira edição do Phillip Island Trophy, Tsurenko foi derrotado na fase qualificatória por Mona Barthel. No entanto, ela recebeu uma entrada como "lucky loser" na chave principal, mas foi eliminada na primeira rodada por Patricia Maria Țig. Em Adelaide, ela foi derrotada na primeira rodada da qualificatória pela australiana Astra Sharma.

### 2022
Tsurenko perdeu por 0–6, 1–6 para a então número um do mundo e eventual campeã, Ashleigh Barty, na primeira rodada do Australian Open. No Aberto da França, Tsurenko se classificou para sua segunda participação em chave principal de um torneio Major, onde enfrentou a número 1 do mundo, Iga Swiatek, em sua estreia.
Durante a temporada de quadra de grama, Tsurenko obteve resultados positivos. Em Eastbourne, ela chegou às quartas de final vinda da qualificatória, mas desistiu antes da partida contra Beatriz Haddad Maia. Em Wimbledon, ela chegou à terceira rodada pela segunda vez derrotando a compatriota Anhelina Kalinina.
No Budapest Grand Prix, ela chegou às quartas de final derrotando  Kamilla Rakhimova em 3 horas e 53 minutos, na partida mais longa da temporada e sétima partida mais longa da Era Aberta, mas desistiu contra a terceira cabeça de chave Yulia Putintseva.

### 2023
Tsurenko alcançou sua primeira final desde 2019 e a sexta geral em Hua Hin, Tailândia, após a desistência da cabeça-de-chave Bianca Andreescu. Ela perdeu para Zhu Lin na final. Como resultado, ela voltou ao top 100 em 6 de fevereiro de 2023.
No BNP Paribas Open, ela se qualificou para a chave principal e chegou à terceira rodada derrotando Zhu Lin e a 29ª cabeça-de-chave Donna Vekic, mas desistiu da partida contra Aryna Sabalenka por "motivos pessoais". Ela explicou mais tarde que teve um ataque de pânico depois de falar com o CEO da WTA. Ela perdeu por desistência ou abandono em nove de seus 18 torneios desde Indian Wells no ano anterior.
No Aberto da França, ela chegou à quarta rodada apenas pela segunda vez neste Major, derrotando a 13ª cabeça de chave Barbora Krejcikova. Foi sua 21ª vitória na carreira sobre uma jogadora classificada entre as 20 melhores, com seis deles em eventos de Grand Slam. Foi também sua primeira vitória no Top 20 em um Major desde que ela derrotou a então nº 2 Caroline Wozniacki no US Open de 2018 em sua campanha para as quartas de final. Em seguida, ela derrotou Lauren Davis por desistência e em seguida, Bianca Andreescu em sets diretos. Na quarta rodada (oitavas de final), ela perdia para a número um do mundo Iga Świątek, quando sentiu um mal estar e desistiu da partida.
Em Wimbledon, Tsurenko venceu Claire Liu [en] na primeira rodada em três sets, Kateřina Siniaková na segunda em sets diretos e Ana Bogdan na terceira em um jogo de três sets decidido no "tiebreak" mais longo (38 pontos) entre mulheres da história dos Grand Slams. Nas oitavas de final ela perdeu em sets diretos para a cabeça de chave n° 4 Jessica Pegula.
De volta às quadras duras na América do norte, o desempenho de Tsurenko piorou. Ela não passou da segunda rodada em Montreal, da primeira em Cincinnati, e da segunda no US Open.
Na temporada asiática, o primeiro torneio de Tsurenko foi o Aberto da China, onde ela venceu Zhu Lin na primeira rodada mas perdeu na segunda para a cabeça de chave N° 16 Veronika Kudermetova em jogo de três sets. No torneio seguinte, o Zhengzhou Open, ela derrotou  Diana Shnaider na primeira rodada e Donna Vekić na segunda, ambos os jogos em sets diretos, mas nas quartas de final, depois de perder o primeiro set para Barbora Krejčíková, foi obrigada a desistir por contusão.
O compromisso seguinte de Tsurenko foi em Monastir na Tunísia, onde chegou à semifinal contra Jasmine Paolini a qual perdeu em jogo de três sets.

### 2024
Tsurenko iniciou a temporada no ASB Classic onde venceu Sachia Vickery na primeira rodada em sets diretos e perdeu na segunda rodada para Diane Parry em jogo de três sets. Depois disso, partiu para o Australian Open, no qual venceu Lucia Bronzetti na primeira rodada em jogo de três sets, Rebeka Masarova [en] na segunda em sets diretos, mas perdeu para a cabeça de chave N° 2 Aryna Sabalenka na terceira em um contundente jogo de sets diretos. Prosseguindo sua campanha em quadras duras, agora no Oriente Médio, Tsurenko participou do Abu Dhabi Open, onde perdeu para a "cabeça de chave" N° 8 Liudmila Samsonova na primeira rodada em contundentes sets diretos. No giro americano, Tsurenko não passou da primeira rodada em San Diego e tanto em Indian Wells quanto em Miami, ficou na segunda rodada.
Tsurenko iniciou a temporada em quadras de saibro em Charleston onde também não passou da primeira rodada. Em seguida, participou da Copa Billie Jean King na qual perdeu seu primeiro jogo para Jaqueline Cristian e venceu o segundo contra Ana Bogdan ambos em jogos de três sets. Na sequência, participou do Aberto de Madri, no qual não passou da primeira rodada. Já no Aberto de Roma, ela venceu Donna Vekić na primeira rodada em jogo de três sets, mas foi obrigada a desistir na partida da segunda rodada contra a compatriota, Anhelina Kalinina, no início do primeiro set, devido a uma contusão. No Aberto da França, algo semelhante ocorreu, na primeira rodada ela se retirou da partida contra Donna Vekić por contusão.

## Títulos no WTA Tour

### Simples: 1 (1 título)
| Legenda                             |
| ----------------------------------- |
| Grand Slam (0–0)                    |
| WTA Tour Championships (0–0)        |
| Premier Mandatory & Premier 5 (0–0) |
| Premier (0–0)                       |
| International (1–0)                 |

| Títulos por piso |
| ---------------- |
| Duro (1–0)       |
| Grama (0–0)      |
| Saibro (0–0)     |
| Carpete (0–0)    |

| Resultado | N. | Data          | Campeonato                      | Piso | Oponente          | Placar   |
| --------- | -- | ------------- | ------------------------------- | ---- | ----------------- | -------- |
| Campeã    | 1. | 26 Julho 2015 | İstanbul Cup, Istambul, Turquia | Duro | Urszula Radwańska | 7–5, 6–1 |

## Finais em torneios da ITF (14–14)

### Simples (6–6)
| Legenda  |
| -------- |
| $100,000 |
| $75,000  |
| $50,000  |
| $25,000  |
| $15,000  |
| $10,000  |

| Finais por Piso |
| --------------- |
| Duro (3–3)      |
| Saibro (2–3)    |
| Grama (0–0)     |
| Carpete (1–0)   |

| Posição | N. | Data             | Torneio                | Piso        | Oponente            | Placar             |
| ------- | -- | ---------------- | ---------------------- | ----------- | ------------------- | ------------------ |
| Vice    | 1. | 3 Setembro 2007  | Baku, Azerbaijão       | Saibro      | Tinatin Kavlashvili | 3–6, 4–6           |
| Campeã  | 1. | 28 Abril 2008    | Adana, Turquia         | Saibro      | Vivian Segnini      | 4–6, 6–1, 6–1      |
| Campeã  | 2. | 13 Outubro 2008  | Kharkiv, Ucrânia       | Carpete (i) | Elina Gasanova      | 6–3, 6–1           |
| Vice    | 2. | 8 Fevereiro 2010 | Stockholm, Suécia      | Duro (i)    | Oxana Lyubtsova     | 4–6, 5–7           |
| Vice    | 3. | 1 Março 2010     | Minsk, Belarus         | Duro (i)    | Anna Lapushchenkova | 1–6, 6–3, 6–7(2–7) |
| Campeã  | 3. | 9 Novembro 2010  | Minsk, Belarus         | Duro (i)    | Richèl Hogenkamp    | 6–3, 6–2           |
| Vice    | 4. | 28 Março 2011    | Ipswich, Austrália     | Saibro      | Sally Peers         | 7–5, 5–7, 0–6      |
| Campeã  | 4. | 19 Setembro 2011 | Tbilisi, Georgia       | Saibro      | Réka-Luca Jani      | 7–6(7–3), 6–3      |
| Campeã  | 5. | 31 Outubro 2011  | Istanbul, Turquia      | Duro (i)    | Irina Khromacheva   | 6–1, 7–5           |
| Campeã  | 6. | 14 Novembro 2011 | Bratislava, Eslováquia | Duro (i)    | Karolína Plíšková   | 7–5, 6–3           |
| Vice    | 5. | 24 Setembro 2012 | Telavi, Georgia        | Saibro      | Elina Svitolina     | 1–6, 2–6           |
| Vice    | 6. | 28 Julho 2014    | Vancouver, Canadá      | Duro        | Jarmila Gajdošová   | 6–3, 2–6, 6–7(3–7) |